# 普莱肖
普莱肖（義大利語：Plesio），是意大利科莫省的一个市镇。总面积16.98平方公里，人口860人，人口密度50.6人/平方公里（2009年）。ISTAT代码为013185。